# Айнуддевле бен Мелик Гази
Айнуддевле, Айнеддин (тур. Aynüddevle; ум. 1152) — сын третьего правителя эмирата Данышмендидов, Мелика Гази; правитель Малатьи в 1142/43 — 1152 годах.
Мелику Гази наследовал брат Айнуддевле, Мухаммед. После смерти Мухаммеда в 1142/43 году эмират Данышмендидов в итоге борьбы за наследство оказался разделён на три части: Сивас (которой правил Ягибасан), Малатья (которой правил Айнуддевле) и Кайсери (которой правил Зюннун). Сельджукский султан Коньи неоднократно пытался захватить Малатью при жизни Айнудддевле, но безуспешно.

## Биография

### Происхождение
Айнуддевле был сыном третьего правителя эмирата Данышмендидов, Мелика Гази. У него было три брата: Мухаммед, Яган и Ягибасан. Наследовал отцу Мухаммед, хотя Айнуддевле и Яган были с этим не согласны и восстали. В 1135 году Мухаммед убил Ягана, но Айнуддевле сбежал в Малатью. Малатья находилась на одной из двух дорог из Анатолии в Иран, и владевший городом мог контролировать Верхнюю Месопотамию. Описывая события 1449 года (1137/38 год), Михаил Сириец отметил (а Бар-Эбрей за ним повторил), что Мухаммед «прогнал своего брата Даулу и забрал у него Эльбистан и Джейхан. Даула ушёл в Ханзит, оттуда в Амид (регион Дияр-Бакыра), затем к Жослену, переходя от дома к дому».
У Мухаммеда было три сына: Зюннун, Юнус и Ибрагим. Мухаммед умер в 1142/43 году, но перед смертью объявил своим наследником Зюннуна. Братья Мухаммеда Ягибасан и Айнуддевле, тоже претендовавшие на наследство, выступили против племянника. Ягибасан женился на вдове Мухаммеда и объявил себя правителем Сиваса. Зюннун не мог ему противостоять и был вынужден бежать в Заманты.

### Малатья
Согласно Михаилу Сирийцу и Бар-Эбрею, Айнуддевле заключил соглашение с Юнусом, владевшим крепостью Масара, и они вместе двинулись к Малатье, жители им не открыли ворота. Войск Айнуддевле и Юнуса было недостаточно для осады или штурма, поэтому они отступили в замок Арка, расположенный недалеко от города. Вдова Мухаммеда, вышедшая замуж за Ягибасана, послала 2000 солдат к Малатье на защиту города. Но жители подозревали, что этот отряд имеет приказ изгнать их из домов и с семьями отправить в Сивас. 17 февраля 1143 года горожане собрались у ворот и попросили у вали города ключи, чтобы выступить против посланного вдовой Мухаммеда отряда. Тот отказался выдать ключи и жители восстали против него и сломали палками замок на воротах. Человека, сломавшего этот замок, звали Бёри (Бури), эти дверь стали называть Бёридие (Бурдия). Бери возглавил толпу и направился к Айнуддевле в замок Арка, где жители заключили с ним договор и передали ему управление городом. Посланный вдовой Мухаммеда отряд немедленно ушëл. Так Айнуддевле стал правителем Малатьи.
Зюннун был женат на дочери сельджукского султана Коньи Месуда I (тоже имевшего конфликт с Мухаммедом из-за наследства Гази), поэтому султан помог ему получить Кайсери. Отныне существовало три соперничающие ветви династии (ветвь Кайсери существовала краткое время лишь при Зюннуне).

### Борьба с Месудом
С разделением территорий Данышмендидов на три части Месуд стал самым могущественным правителем Анатолии. Враждебное отношение Месуда к Данышмендидам заставило Ягибасана и Айнуддевле в 1142/43 году заключить союз против Месуда. Айнуддевле напал на Эльбистан и Джейхан при поддержке Ягибасана, но Месуд немедленно двинулся на Сивас, Ягибасан не мог противостоять ему и сбежал. Месуд назначил своего младшего сына Шахин-шаха губернатором Анкары, Чанкыры и Кастамону.
В первый раз Месуд сделал попытку захватить Малатью в 1143 году. Он предложил Айнуддевле сдать город взамен на большую икта, но тот отправил к Месуду на переговоры свою жену, племянницу Месуда (по утверждению турецких историков Р. Алтыная и Э. Чечен — дочь Тогрул-Арслана). Она попыталась убедить дядю отказаться от захвата города. Не прислушавшись к просьбам племянницы, Месуд осадил Малатью 17 июня, но 14 сентября 1143 года снял осаду, не добившись успеха. Во время осады Айнуддевле ввёл новые налоги на содержание войска. В 1144 году Месуд захватил принадлежавшие Айнуддевле области Эльбистан и Джейхан. Правителем Эльбистана он назначил своего сына Кылыч-Арслана. Затем Месуд осадил Малатью во второй раз. Эта осада тоже продлилась три месяца. Султан снял осаду 15 августа 1144 года, поскольку ему сообщили, что византийский император Мануил I Комнин (наследовавший своему отцу Иоанну, умершему в апреле 1143 года) с армией продвигается к землям сельджуков.

### Последние годы
Стремление султана Месуда захватить земли Данышмендидов обеспокоила Айнуддевле и Ягибасана. Они обратились за поддержкой к императору Мануилу. В 1146 году император осадил Конью, но ушёл без каких-либо результатов.
В 1150 году Айнуддевле напал на земли франков (крестоносцев) вместе с Артукидом Кара Арсланом, и захватил Гергер, Кахту, Xисн-и-Мансур и Палу (на реке Мурат-су), взяв в плен множество жителей этих мест.
Айнуддевле умер 12 июня 1152 года, ему наследовал его сын Зулькарнайн.
Айнуддевле чеканил монеты с надписью «Айн аль-Даула сын» (на аверсе) «великого правителя Эмира Гази» (на реверсе).